# Чеховский (Московская область)
Чеховский — посёлок сельского типа в Лучинском сельском поселении Истринского района Московской области. Население — 121 чел. (2010). С Истрой посёлок связан автобусным сообщением (автобус № 25).
Расположено на правом берегу реки Малой Истры, примерно в 5 км на юг от Истры, высота над уровнем моря 149 м. Ближайшие населённые пункты: примыкающий с юга посёлок Пионерский и Ябедино в полуклометре на север, у восточной окраины Чеховского проходит Волоколамское шоссе.

## Население
| 2002 | 2006 | 2010 |
| ---- | ---- | ---- |
| 186  | ↘161 | ↘121 |